# Christophe Clersy
Christophe Clersy (Gosselies, 2 maart 1976) is een Belgisch politicus voor Ecolo.

## Levensloop
Clersy behaalde in 1998 het diploma van licentiaat en geaggregeerde in de Romaanse filologie en in 2000 een licentie in de arbeidswetenschappen aan de ULB. Hij vatte een carrière in het onderwijs aan; van 1998 tot 1999 was hij lector aan de Université du Travail in Charleroi en in 1999 voor enkele maanden leraar Frans, eerst aan het Atheneum van Binche en daarna aan het Atheneum van Marchienne-au-Pont. Vervolgens heroriënteerde hij zijn activiteiten en werd in 2001 ontwikkelingsagent bij de vzw SAW-B, een dienstverlener voor Waalse en Brusselse bedrijven binnen de sector van de sociale economie. Van 2001 tot 2002 was hij coördinator van een mobiliteitsplatform.
Als ecologisch militant mobiliseerde hij in 1994-1995 burgers in Courcelles tegen de bouw van een stortplaats voor afval op de site van de voormalige mijn van Trazegnies. Uiteindelijk werd hij politiek actief voor Ecolo en voor deze partij was hij van 1999 tot 2009 regionaal secretaris. Daarna was hij van 2009 tot 2014 parlementair medewerker en van 2014 tot 2019 politiek secretaris voor Ecolo in de Kamer van volksvertegenwoordigers.
In oktober 2000 werd Clersy verkozen tot gemeenteraadslid van Courcelles en was hij er Ecolo-fractievoorzitter in de gemeenteraad. Na de gemeenteraadsverkiezingen van 2012 trad Ecolo toe tot het schepencollege en Clersy werd tot 2018 OCMW-voorzitter en schepen van Werk, Energie en Burgerparticipatie. Vervolgens was Clersy van 2018 tot 2019 schepen van Ecologie, Duurzame Mobiliteit, Duurzame Ontwikkeling, Circulaire Economie, Kinderopvang en Milieuvergunningen. Na zijn verkiezing als parlementslid nam hij in juni 2019 ontslag uit zijn lokale mandaten in Courcelles. In januari 2023 verhuisde hij naar Thuin.
Bij de verkiezingen van mei 2019 werd Clersy als Ecolo-lijsttrekker in de kieskring Charleroi-Thuin verkozen in het Waals Parlement en het Parlement van de Franse Gemeenschap. In het Waals Parlement was hij van 2019 tot 2024 vicevoorzitter van de commissie Leefmilieu, Natuur en Dierenwelzijn en lid van de commissie Begroting en Sportinfrastructuren. Hij was er auteur van een rapport dat pleitte voor een optimaler gebruik van sportinfrastructuren in scholen en deze op weekavonden en in weekends beschikbaar te stellen voor sportclubs. Ook zette hij zich in voor de verbetering van de kwaliteit van het openbaar vervoer en ontfermde hij zich over lokale dossiers als de tewerkstelling in de streek van Charleroi, de reconversie van de site van de gesloten fabriek van Caterpillar in Gosselies en het Boucle du Hainaut-project, de aanleg van een hoogspanningslijn tussen Avelgem en Courcelles. Daarnaast diende hij een voorstel tot resolutie in om ecocide tot een internationale misdaad te erkennen. 
Clersy was opnieuw lijsttrekker in Charleroi-Thuin bij de Waalse verkiezingen van 9 juni 2024, maar werd niet herkozen.